# Saillat-sur-Vienne
Saillat-sur-Vienne este o comună în departamentul Haute-Vienne din centrul Franței. În 2009 avea o populație de 795 de locuitori.

## Evoluția populației
| An        | 1975  | 1982  | 1990 | 1999 | 2006 | 2009 |
| --------- | ----- | ----- | ---- | ---- | ---- | ---- |
| Populație | 1.268 | 1.112 | 962  | 905  | 822  | 795  |